# Lodgings to Let
Lodgings to Let è un cortometraggio muto del 1905 diretto da Lewin Fitzhamon.

## Trama
Una moglie sorprende il marito a fare dei segnali alla moglie del vicino.

## Produzione
Il film fu prodotto dalla Hepworth.

## Distribuzione
Distribuito dalla Hepworth, il film - un cortometraggio della lunghezza di 76,2 metri - uscì nelle sale cinematografiche britanniche nell'ottobre 1905. Non si hanno altre notizie del film che si ritiene perduto, forse distrutto nel 1924 quando il produttore Cecil M. Hepworth, ormai fallito, cercò di recuperare l'argento del nitrato fondendo le pellicole.